# ATC (S03)
Jest to część klasyfikacji anatomiczno-terapeutyczno-chemicznej:
- S – Narządy wzroku i słuchu
  - S 01 – Leki oftalmologiczne
  - S 02 – Leki otologiczne
  - S 03 – Leki oftalmologiczne i otologiczne

Obejmuje ona leki oftalmologiczne i otologiczne:

## S 03 A – Leki przeciwinfekcyjne
- S 03 AA – Leki przeciwinfekcyjne
  - S 03 AA 01 – neomycyna
  - S 03 AA 02 – tetracyklina
  - S 03 AA 03 – polimiksyna B
  - S 03 AA 04 – chlorheksydyna
  - S 03 AA 05 – heksamidyna
  - S 03 AA 06 – gentamycyna
  - S 03 AA 07 – cyprofloksacyna
  - S 03 AA 08 – chloramfenikol
  - S 03 AA 30 – połączenia

## S 03 B – Kortykosteroidy
- S 03 BA – Kortykosteroidy
  - S 03 BA 01 – deksametazon
  - S 03 BA 02 – prednizolon
  - S 03 BA 03 – betametazon

## S 03 C – Połączenia kortykosteroidów i leków przeciwinfekcyjnych
- S 03 CA – Połączenia kortykosteroidów z lekami przeciwinfekcyjnymi
  - S 03 CA 01 – deksametazon w połączeniu z lekami przeciwinfekcyjnymi
  - S 03 CA 02 – prednizolon w połączeniu z lekami przeciwinfekcyjnymi
  - S 03 CA 04 – hydrokortyzon w połączeniu z lekami przeciwinfekcyjnymi
  - S 03 CA 05 – fludrokortyzon w połączeniu z lekami przeciwinfekcyjnymi
  - S 03 CA 06 – betametazon w połączeniu z lekami przeciwinfekcyjnymi
  - S 03 CA 07 – metyloprednizolon w połączeniu z lekami przeciwinfekcyjnymi

## S 03 D – Inne leki oftalmologiczne i otologiczne
Aktualnie w klasyfikacji ATC nie ma leków w tej kategorii